# Houlletia
Houlletia é um género botânico pertencente à família das orquídeas (Orchidaceae). foi proposto por Brongniart em Annales des Sciences Naturelles; Botanique, sér. 2, 15: 37, em 1841. A Houlletia brocklehurstiana Lindl. é sua espécie tipo. O nome do gênero é uma homenagem a M. Houllet, coletor e colecionador de plantas francês do século XIX.

## Distribuição
É composto por cerca de seis ou sete espécies robustas, terrestres, humícolas ou mesmo rupícolas nas frestas das rochas, quase sempre vezes umbrófilas, raramente epífitas, de crescimento cespitoso, mas com flores bastante grandes, atraentes e perfumadas. Encontram-se em áreas descontínuas, nas regiões altas e úmidas da Mata Atlântica do sudeste, mas matas do Centro Oeste, e na crescimento cespitoso chegando até a Costa Rica e Nicarágua. Duas certamente registradas para o Brasil e uma terceira, a Houlletia tigrina provamenvente presente também.

## Descrição
As espécies do gênero Houlletia possuem pseudobulbos agregados, ovóides, alongados, formando várias arestas longitudinais, unifoliados. folhas grandes e largas pseudopecioladas,  plissadas, com muitas nervuras longitudinais, recurvadas, de consistência subcoriácea. Haste floral ereta, basal, alcançando o comprimento das folhas, multiflora, racemosa, com flores agrupadas no seu quarto final.
As flores das Houlletia são ressupinadas, ocasionalmente tombadas, de segmentos mais abertos; as sépalas e pétalas normalmente de cor amarelada, ocre ou marrom, pintalgados intensamente de púrpura ou tons de marrom mais escuro; as sépalas largas, planas, oblongo-lanceoladas, as pétalas, algo menores, elíptico-lanceoladas, algo côncavas; labelo similar ao de Paphinia, complexo, carnoso, rígido, de cor amarelada ou quase branca, mas densamente salpicado de manchas escuras, avermelhadas, trilobado, com lobos laterais estreitos, erguidos, e central grande com epiquílio de formato triangular e hipoquílio com apêndices laterais agudos; e coluna espessa com viscídio estreito e duas polínias cerosas alongadas.

## Taxonomia
Houlletia pertence a um grupo da subtribo Stanhopeinae, formado por Horichia, Paphinia, Schlimmia, Jennyella e Trevoria. A circunscrição exata desses gêneros está em estudo sendo possível que logo ocorra alguma pequena alteração.
Em 1999 o gênero Jennyella foi criado a partir de Houlletia por Lückel e Fessel,  ao qual subordinaram um dos grupos de suas espécies. Jennyella acomoda as espécies com flores não ressupinadas de cores claras e globosas como as de Peristeria, que apresentam ainda labelo com epiquílio oval ou retangular e hipoquílio com apêndices laterais largos e coluna com viscídio côncavo e largo. Duas espécies foram subordinadas a este gênero, porém outras parecem pertencer a ele também, por exemplo, a Houlletia roraimensis Rolfe, ainda encontra-se subordinada Houlletia.